# Gallecs (natura)
|  | Aquest article tracta sobre l'espai rural del Vallès Oriental. Si cerqueu les persones gallegues, vegeu «gallecs». |

|  | Aquest article tracta sobre l'espai rural del Vallès Oriental. Si cerqueu el poble de Gallecs, vegeu «Gallecs (Mollet del Vallès)». |

Gallecs és un espai rural comprès entre els termes municipals de Mollet del Vallès i Parets del Vallès (Vallès Oriental) i que engloba una àrea natural de 755 ha.

## Descripció
El seu gran interès paisatgístic es deu al fet que es tracta d'un dels últims espais sense urbanitzar de la comarca. A més, és un connector biològic entre les serres del litoral i els espais naturals de l'interior. És un espai fràgil i vulnerable de gran interès ornitològic per espècies nidificants, migradores i hivernants. A Gallecs s'hi practica l'agricultura sostenible i és a més un espai de lleure. Les masses forestals estan formades per boscos mixts d'alzines i pins amb roures.
L'Espai relictual de Gallecs és un testimoni de la diversitat i riquesa del paisatge vallesà, dominat per l'activitat agrícola, amb clapes de bosc i bosquina, que pertanyen al domini climàtic de l'alzinar litoral mediterrani i arbredes seguint els cursos d'aigua. També cal destacar-ne l'elevat interès ornitològic, ja que es tracta d'un lloc de pas i parada de moltes espècies d'ocells durant les migracions, on s'ha determinat una gran diversitat d'espècies. Actualment, el nucli de l'Espai ha conservat el seu predominant i característic ús agrícola. A les zones forestals i de ribera hi ha sectors en bon estat de conservació i de gran riquesa. Tot i que, a molts punts, l'alzinar litoral amb roure cerrioide ha patit un esclarissament progressiu, formant l'actual bosc mixt dominat pel pi blanc, i, en algunes zones, la vegetació de ribera està degradada, aquests sectors són potencialment recuperables.

## Patrimoni cultural
Respecte al seu patrimoni cultural destaca l'església de Santa Maria de Gallecs (romànica) i masies com Ca l'Andreu, Cal Ferrat, Ca l'Antich (o Can Fornaguera), Can Jornet, Can Mular, Can Vila, Can Cruz, Can Xalet i la Torre d'en Malla.

## Història

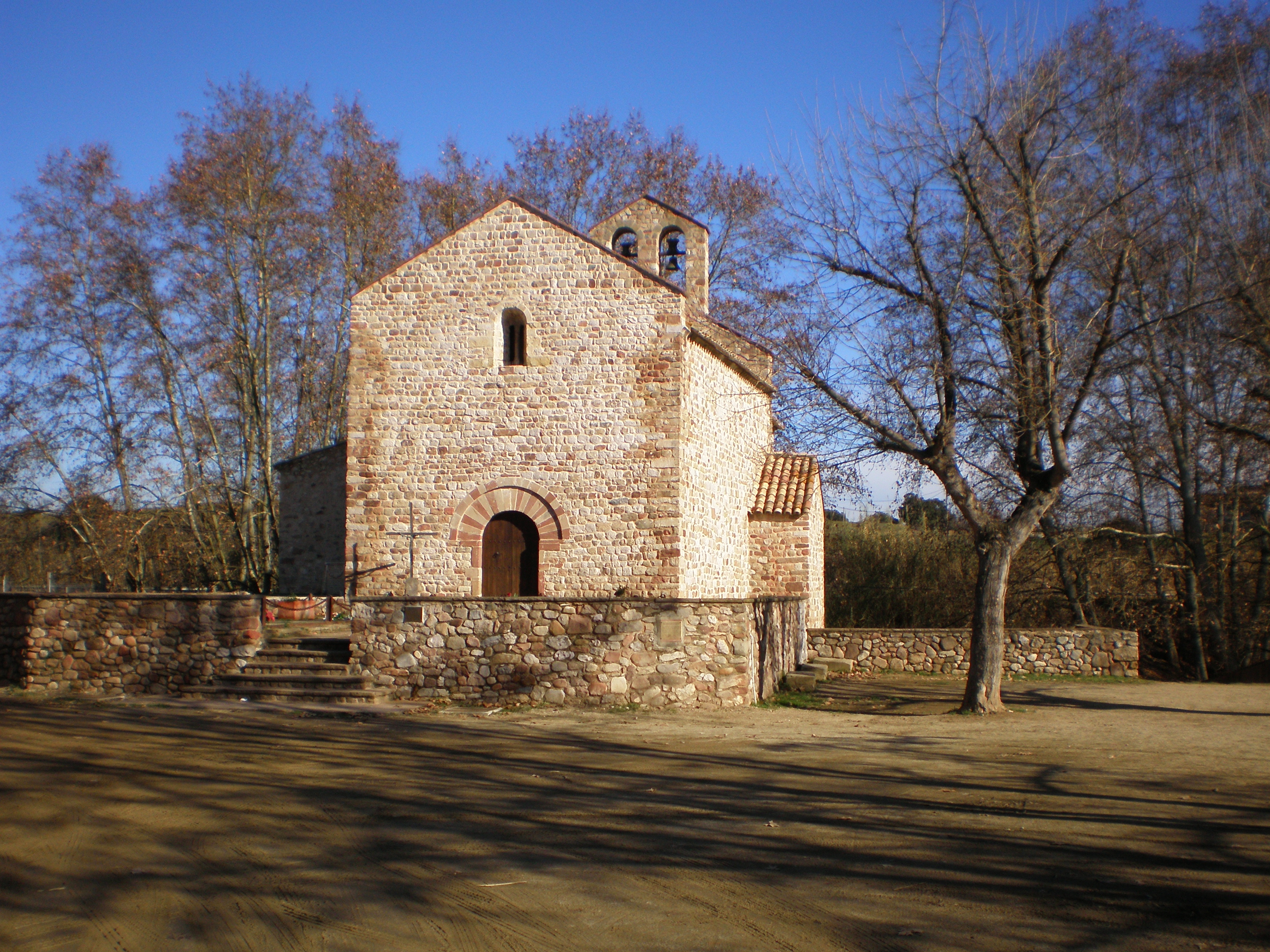
Església de Santa Maria de Gallecs

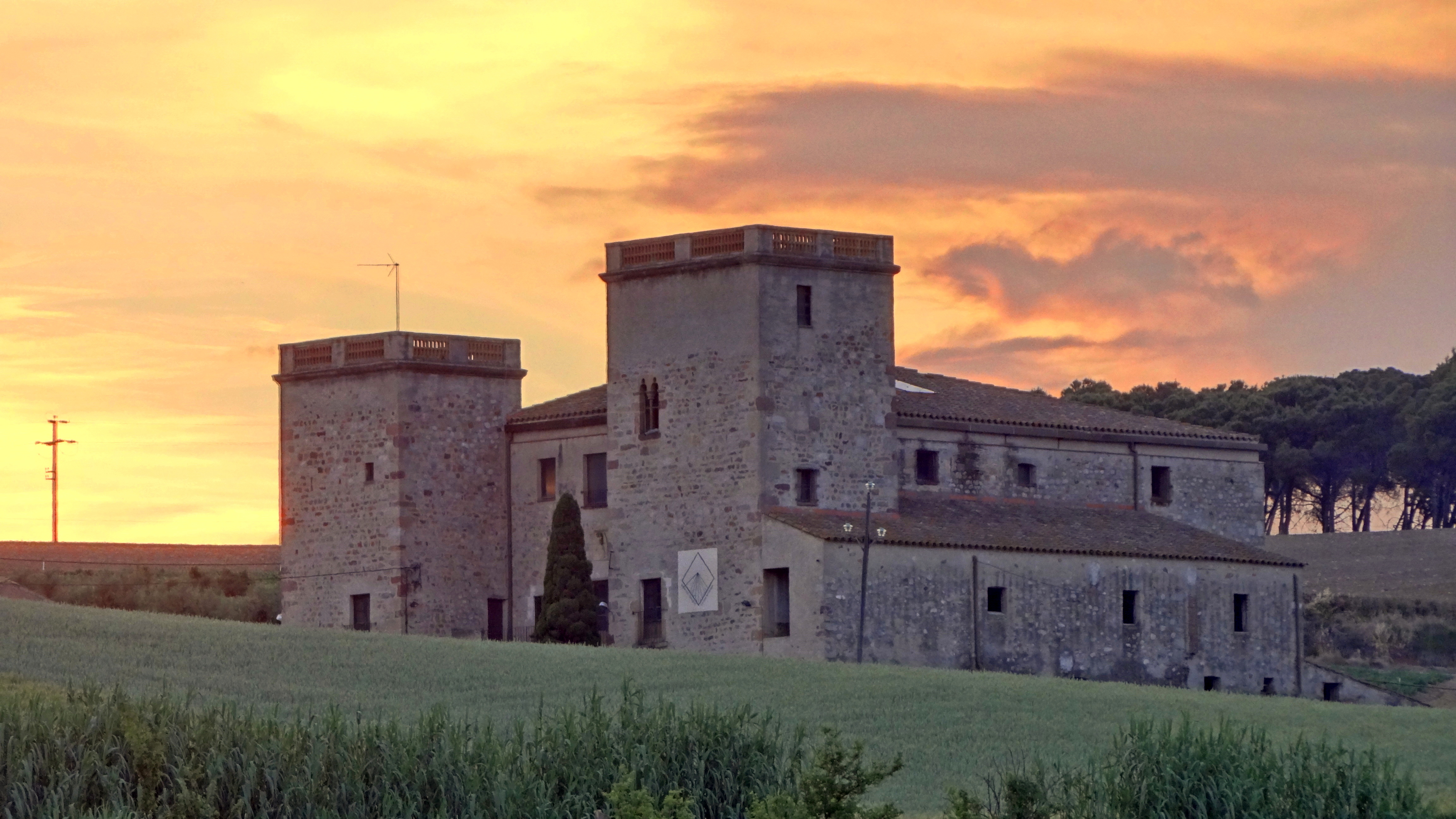
La Torre d'en Malla.

Es tenen referències de Gallecs cap a l'any 904, al mateix temps que Parets i abans que Mollet. En la limitació de la nova església de Parets s'incorpora la descripció "el llogaret que diuen Ermedeu amb la meitat de l'alou de Gallecs". També s'esmenta moltes vegades en donacions fetes al Monestir de Sant Cugat.
Era una comunitat no gaire gran de pobladors que treballaven el camp i tenien petites parcel·les de forma allargada i estreta menors a 1 Ha. a la vora de les quals vivien. Ja llavors destacava la manca de submissió dels pagesos, que es declaraven propietaris i deien viure en una terra lliure de càrregues: "a Gallecs, en aquest alou".
El segle xi el Monestir de Sant Cugat va rebre en herència moltes terres de Gallecs, i els pagesos van acabar sotmesos a la seva voluntat.
En el fogatge del segle xiv (1358) va comptar uns 10 focs (unes 50 persones), població que no era gaire superior a la del segle xii. El retrocés demogràfic que es va patir a causa de la pesta negra es calcula que va fer minvar la població en un 10%, i per això durant el fogatge de 1378 a Gallecs només es van comptar 4 masos.
El 20 de març de 1385, es va proclamar una carta de redempció o alliberament jurídic de Gallecs, juntament amb Mollet i Parets, per part del rei Pere III el Cerimoniós abans de signar la seva fidelitat a la ciutat de Barcelona. En aquella carta surten agermanades les parròquies de Sant Esteve de Parets, Santa Maria de Gallecs i Sant Vicenç de Mollet, de les quals en tenia possessió en Marc de Planella.
Sota l'anomenat carreratge, totes tres parròquies van estar incorporades en un document signat el 2 de desembre de 1393. L'acord permetia lluir l'ensenya de Barcelona i, sobretot, permetia tenir els mateixos privilegis locals que Barcelona, que prometia la seva defensa a canvi de participar en l'exèrcit de la ciutat. A partir de llavors Gallecs, Parets i Mollet, encara que nuclis habitats independents, van ser governades per un mateix batlle.
El batlle de Mollet, Parets i Gallecs, com a representant del poder reial podia jutjar certs delictes comesos pels veïns. Presidia l'Assemblea comunal i governava el municipi ajudat per un nombre reduït de consellers. En 1573, a més dels consellers també és ajudat per un clavari (tresorer) i dos jurats.
Durant els segles xvi i xvii els 12 membres del Consell municipal es reunien sota uns roures, anomenats d'en Manent, un lloc equidistant de les tres parròquies, i quan feia mal temps s'aixoplugaven a Can Ros de Munt (masia de Can Ros de Mollet, al costat de l'Institut de Seguretat Pública de Catalunya).
En 1766 es varen crear dos nous càrrecs en el consell, el Síndic Personer (que fiscalitzava el govern dels regidors) i el Diputat del comú (triat pels veïns tenia com a tasca el control del mercat i dels proveïments). Originalment hi havia una alternança al capdavant del govern municipal entre Mollet i Parets, cosa que durant l'època borbònica en va mantenir. Però Gallecs (que s'havia quedat més petit que Parets i Mollet) feia de frontissa segons els seus interessos entre Mollet i Parets.
A mitjans del segle xix, i no se sap ben bé el perquè, el municipi es va escindir en dos, restant Gallecs al costat de Mollet i passant a formar part d'aquest nou municipi. Però Gallecs romandrà lluny de les noves vies de comunicació que travessen el municipi de sud a nord (línia Barcelona-Ripoll, línia Barcelona-Girona-Portbou o N-152) el que farà que continuï com a entorn rural mentre que Mollet del Vallès entrava en l'època industrial de la mà del tèxtil a partir de l'any 1842, molt lentament.
A començaments del segle xx, mentre Gallecs continuava sent un entorn rural, Mollet va començar a créixer per convertir-se en una ciutat industrial del cinturó de Barcelona, i es van consolidar noves fàbriques (de cotó, de pell), llavors, i com a pas obligat cap a Caldes, el ferrocarril anomenat "el Calderí" tenia parada a Gallecs.
Més tard el ferrocarril deixà de passar per Gallecs i mentre creixen a ambdós costats grans superfícies de serveis i fàbriques, Gallecs encara romania sent un entorn eminentment agrícola.

## Medi físic
Gallecs és un relicte dels antics paisatges característics de la plana del Vallès, al bell mig d'una àrea fortament transformada i densament poblada. Els elements estructurats primaris de Gallecs són els tres cursos superficials d'aigua principals: les rieres de Caldes, de Gallecs i de Parets, que travessen un paisatge que comprèn extensions predominantment agrícoles. El sector occidental és una plana agrícola de relleu suau i ondulat, pràcticament desforestada i ocupada per conreus de secà, on es concentren els valors faunístics, amb presència d'espècies d'ocells pròpies d'ambients esteparis i oberts. El sector oriental és un mosaic de conreus amb algunes bosquines i erms. En algunes zones el relleu es presenta més accidentat, amb potencial faunístic i de recuperació paisatgística.

## Amenaça, lluita ecologista i protecció
L'any 1968 el Pla director de l'àrea metropolitana de Barcelona preveia la construcció d'una gran ciutat per a uns 130.000 habitants en aquesta zona i per això es van expropiar (el 1971) un total de 1472 ha. Aquest projecte l'aprovaria definitivament el consell de ministres l'any 1978. El 1974 es creà a la zona un circuit de motocròs que estigué actiu fins a començaments del 1980.

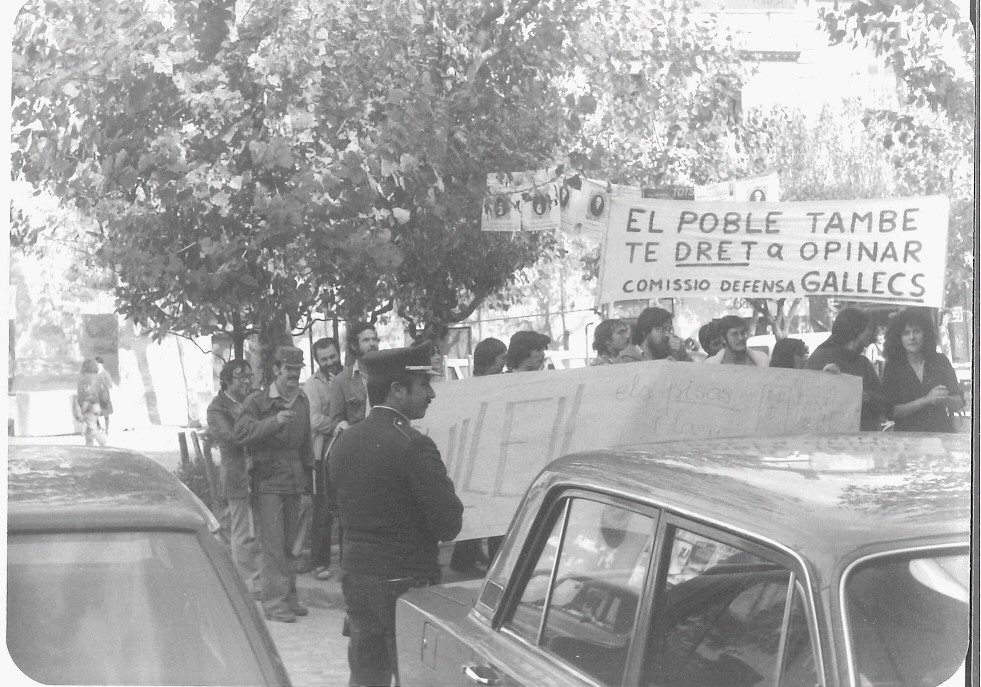
Mobilitzacions Gallecs (1980s)

Els moviments ecologistes i veïnals van reclamar que l'àrea es protegís com a zona natural i agrícola engegant-se el 1977 un moviment en el qual les ocupacions de masies abandonades van tenir un paper important. Els ecologistes organitzats en la Comissió per la defensa de Gallecs buscaven que hi hagués gent conscienciada vivint al territori. L'any 1978 una manifestació de 8000 persones formada per diverses columnes procedents de les poblacions veïnes es va manifestar a Gallecs. A principis dels 80 més de cent persones ocupaven cases a Gallecs.

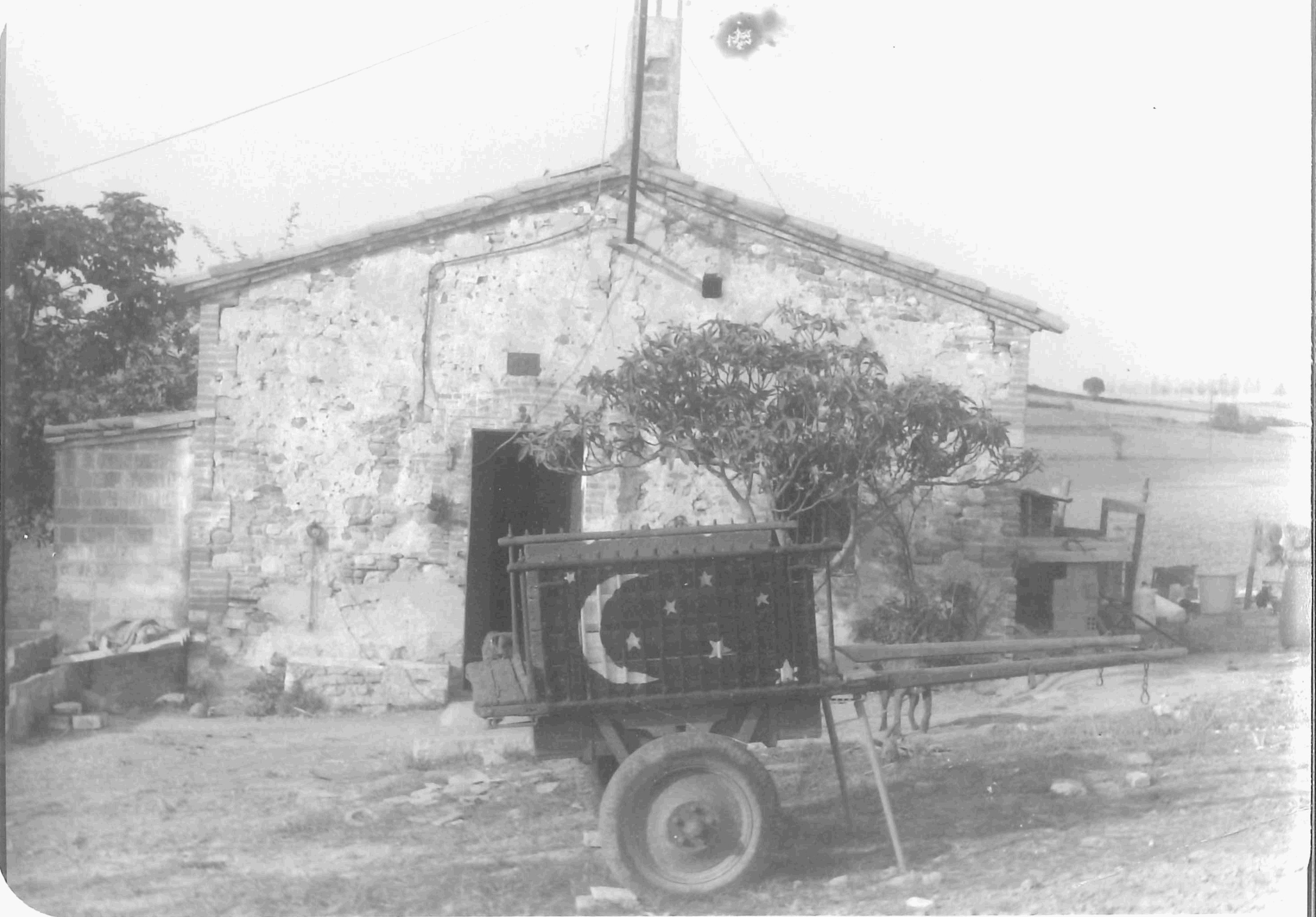
Ocupació de cases a Gallecs (1980s)

L'any 1980 La Generalitat es fa càrrec del problema de Gallecs i decideix congelar el projecte, encara que no soluciona el futur de les finques expropiades.

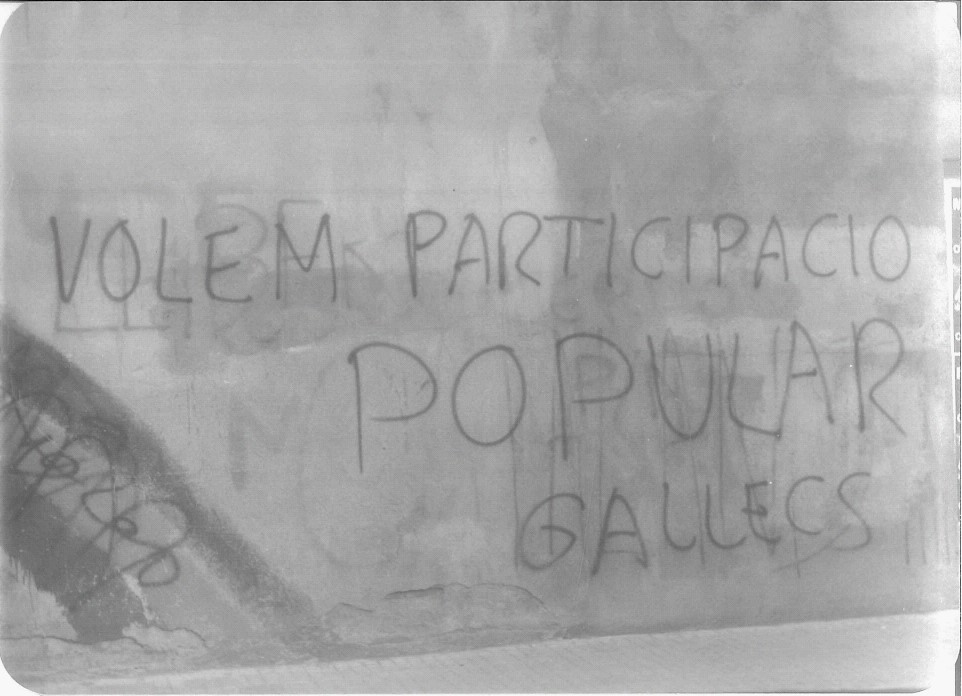
pintada reivindicativa a Mollet (1980s)

L'any 1981 es va firmar un conveni entre l'Ajuntament de Mollet del Vallès i la Generalitat de Catalunya que va posar fi definitivament al projecte urbanístic de creació d'una nova ciutat. Tot i així, l'any 1982 es permet a l'ajuntament de Mollet urbanitzar una part dels terrenys (els que quedaven per sota de l'AP-7), de manera que finalment el parc agrari es queda amb unes 800 ha de superfície.
L'any 1992 es va crear el grup ecologista Cànem, a partir del que havia estat el Comitè Antinuclear, i va revifar la lluita per la protecció de l'espai amb la creació de la Comissió per un Gallecs Verd.
Aquest mateix any, quan s'aprovà inicialment el Pla d'espais d'interès natural (PEIN), ja es va intentar incloure la finca de Gallecs en aquest catàleg, però diverses al·legacions presentades des dels municipis van ajornar aquesta decisió fins al 20 d'octubre de 2009 (Decret 156/2009). La superfície inclosa al PEIN és de 698,91 ha.
Anteriorment, aquest Espai va ser declarat per primera vegada com a Zona d'especial protecció per a les aus (ZEPA) el 1987 i com a LIC el 1997; posteriorment, va ser ampliat com a espai Natura 2000 mitjançant l'Acord del Govern 112/2006, de 5 de setembre, que va aprovar la xarxa Natura 2000 a Catalunya.
A principis del 2024, L'INCASOL (propietari legítim dels terrenys) inicia un procés per a regularitzar l'ús dels camps que fan els agricultors, producte d'antigues llicències que es van atorgar en el seu moment. Segon l'INCASOL pretenen "valorar els agricultors que han mantingut la llicència inicial i aquells que han explotat agrícolament els terrenys de l'Espai d'Interès Natural amb coherència amb els valors naturals de l'espai protegit així com tenir experiència en agricultura ecològica, ser joves i/o dones agricultores o projectes socials, entre altres criteris".
Actualment és un espai agrícola i de lleure de gran valor, ja que està envoltat de zones urbanes i de polígons industrials. La seva gestió es du a terme mitjançant el Consorci del Parc de l'Espai d'Interès Natural de Gallecs. Es va constituir l'any 2006 amb l'objectiu de garantir la protecció i la millora dels valors ecològics, paisatgístics, agrícoles, forestals i productius del seu àmbit. Els membres són la Generalitat de Catalunya i els ajuntaments de Mollet del Vallès, Palau-solità i Plegamans, Montcada i Reixac, Lliçà de Vall, Parets del Vallès i Santa Perpètua de Mogoda.

## Biodiversitat
La funció principal dels espais naturals protegits de Catalunya és conservar mostres representatives de la fauna, la flora i els hàbitats propis del territori, de manera que es puguin desenvolupar els processos ecològics que donen lloc a la biodiversitat (l'àmplia varietat d'ecosistemes i éssers vius: animals, plantes, els seus hàbitats i els seus gens). L'Espai està dominat per l'activitat agrícola, amb clapes de bosc i bosquina, que pertanyen al domini climàtic de l'alzinar litoral mediterrani. També cal destacar el seu elevat interès ornitològic, ja que es tracta d'un lloc de pas i parada de moltes espècies d'ocells durant les migracions i s'hi ha determinat una gran diversitat d'espècies d'ocells.

### Vegetació i flora
Cal remarcar la presència relictual de vegetació de ribera. Tot i que gran part de l'Espai està formada per conreus de secà, també cal assenyalar la presència d'un alzinar amb roures més o menys ben conservat. El paisatge de Gallecs és eminentment agroforestal i representa una de les extensions de conreus de cereals més gran del Vallès. Tot i que som al país de l'alzinar litoral (Quercetum ilicis galloprovinciale), actualment la vegetació està modificada pels conreus, la urbanització i les infraestructures. L'alzinar es barreja amb el pi blanc (Pinus halepensis) i el pi pinyer (Pinus pinea) als boscos de Can Molar, Can Veire, Can Valls i Can Torres, ocupant petites extensions. Les rieres de Caldes i de Caganell, el torrent de Can Salvi i la riera de Gallecs conserven encara una representació de vegetació de ribera, tot i que les alberedes i vernedes estan fortament substituïdes pel plàtan (Platanus x hispanica) i el canyar. Hi cal destacar, quant a la vegetació hidròfita, els aiguamolls de Can Salvi i de Can Benito.

### Fauna
Espai amb elevat interès ornitològic especialment com a lloc de pas i parada d'espècies migratòries. Les característiques orogràfiques i climatològiques de la zona també afavoreixen la presència d'algunes espècies que no estan en altres ambients semblants propers. Les especials característiques d'aquest Espai, amb predominança del conreu de secà, permeten la presència d'algunes espècies d'ocells estepàries pròpies d'ambients de secà, que a Catalunya troben la seva principal àrea de distribució als secans de Lleida. Així, Gallecs és un dels pocs indrets del Vallès on s'han citat espècies d'aus estepàries com el sisó (Tetrax tetrax) o la calàndria (Melanocorhypha calandra). I també és un dels llocs on més s'aturen altres espècies, amb presència regular d'algunes de rares com la piula gola-roja (Anthus cervinus), del falcó cama-roig (Falco vespertinus) o el corriol pit-roig (Charadrius morinellus). Pel que fa a les espècies nidificants, es pot assenyalar que Gallecs és una de les quatre localitats del Vallès on cria la terrerola vulgar (Calandrella brachydactyla), en regressió a Catalunya.

## Cultura i mitjans
- La plaga, documental de Neus Ballús sobre la vida a Gallecs
- El Cant de Gallecs, romanço de Jaume Arnella[16]